# Загарская
Загарская — деревня в Прилузском районе республики Коми в составе сельского поселения Объячево.

## География
Находится на расстоянии примерно 1 км на юг от центра района села Объячево вдоль автотрассы Сыктывкар – Киров.

## История
Известна с 1620 года. В 1930 году отмечено 63 хозяйства и 359 жителей.

## Население
Постоянное население  составляло 272 человека (коми 83%) в 2002 году, 250 в 2010 .